# لانغولين

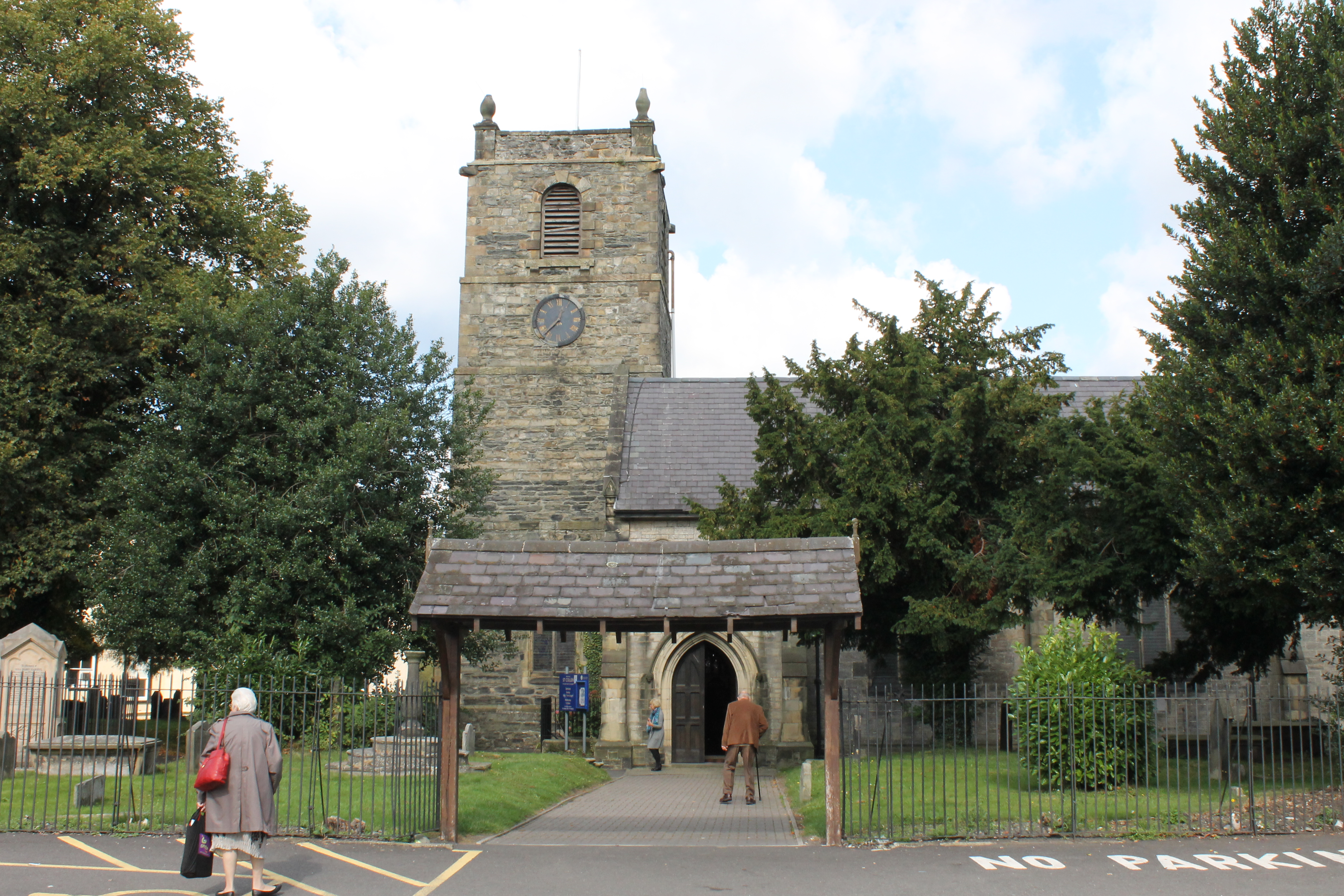
كنيسة أبرشية سانت كولن

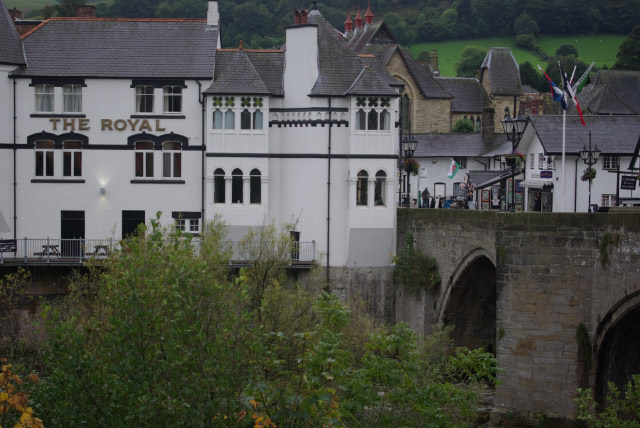

لانغولين (بالإنجليزية: Llangollen)‏:  هي مدينة ومجتمع صغير في دنيبشير، شمال شرق ويلز، على نهر دي على حافة جبال بيروين وسلسلة كلويديان ووادي منطقة ذات جمال طبيعي أخاذ . كان عدد سكانها 3558 في تعداد عام 2011. 

## التاريخ

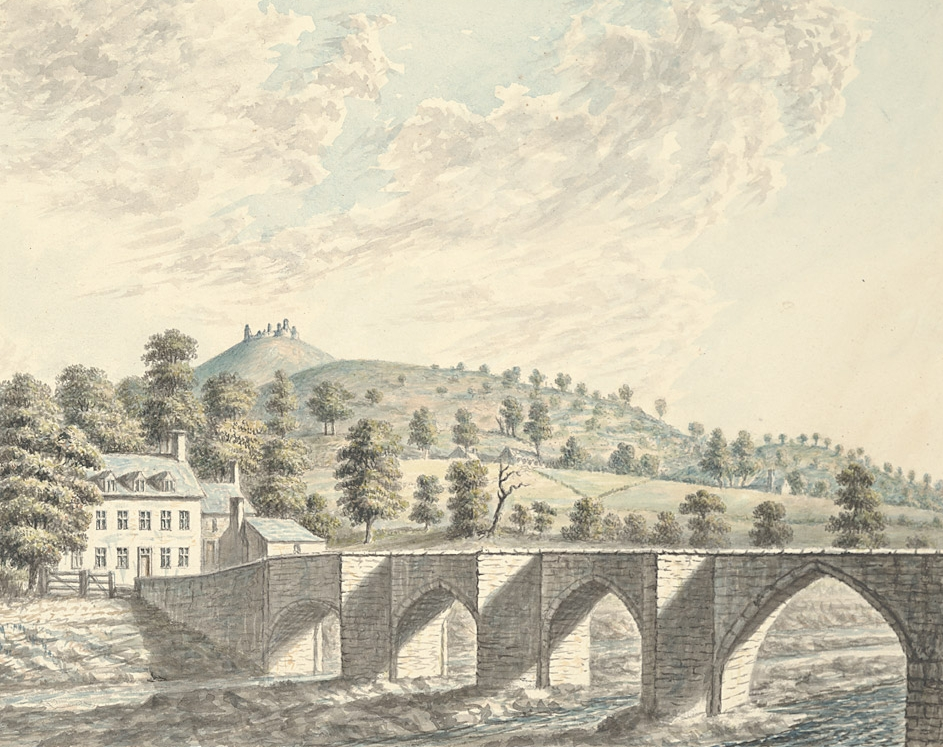
جسر لانغولين ، 1793

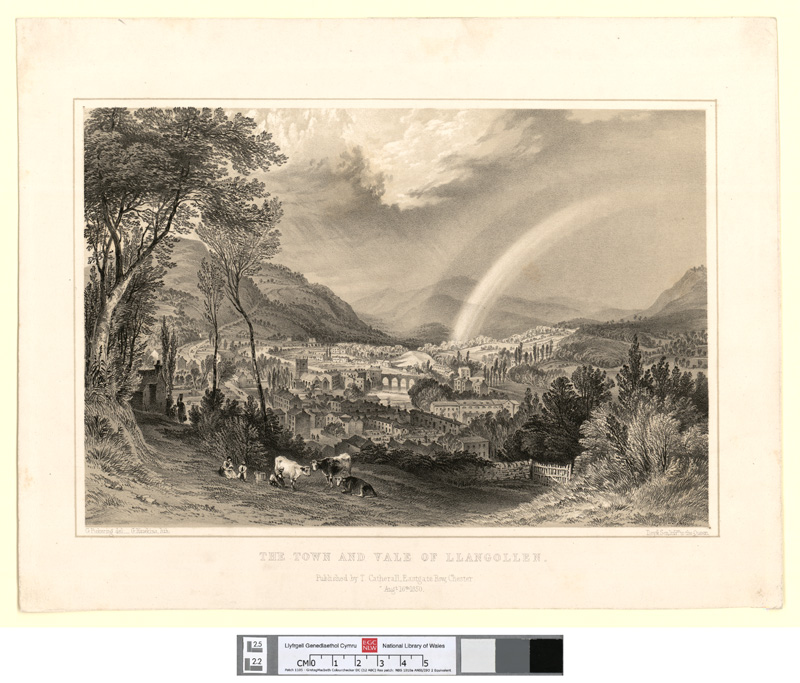
لانغولين في عام 1850

تأخذ لانغولين اسمها من إيلان الويلزية معنى «وهي مستوطنة دينية» ومن سانت كولين، الراهب الذي أسس الكنيسة بجانب النهر في القرن السادس.  يقال إن سانت كولين وصل إلى لانغولين عن طريق الكوركل . لا توجد كنائس أخرى في ويلز مخصصة لسانت كولين، وربما كان له صلات مع كولان في كورنوال ولانغولين في بريتاني .

## أعلام
- جلين جيمس
- ويليام روبرتس

## قائمة المراجع
- Lawton، Paul. Llangollen Station - A History. Chester: W.H. Evans.

## روابط خارجية
- لانغولين على مشروع الدليل المفتوح
- بي بي سي لانغولين
- www.geograph.co.uk : صور Llangollen والمنطقة المحيطة بها